# Кан, Диана Елисеевна
 Диа́на Елисе́евна Кан (род. 10 мая 1964, Термез) — русская поэтесса, член Союза Писателей России.

## Биография
Родилась 10 мая 1964 года в военном гарнизоне города Термез Туркестанского военного округа. Отец — офицер (этнический кореец православного вероисповедания), мать — зооинженер (русская, яицкая казачка). С 1983 года жила в Оренбурге. Диана Кан училась в Оренбургском пединституте (факультет иностранных языков), окончила журфак Московского университета (1984—1990). Работала в газете «Оренбургская неделя» (1990—1994). В 1994—1995 работала редактором в издательстве «Московский писатель». С 1995 по 1997 года училась на Высших литературных курсах Литературного института имени А. М. Горького. С 1997 года живёт в городе Новокуйбышевск Самарской области.
Замужем за поэтом Евгением Николаевичем Семичевым, с которым познакомилась на Высших литературных курсах, где они оба были слушателями семинара Ю. П. Кузнецова. У Дианы Кан есть дочь Анастасия от предыдущего брака.

## Творчество
Диана Кан начала писать с 19 лет. Первая поэтическая публикация в 1988 году в оренбургской газете «Комсомольское племя». Первую книгу стихов под названием «Високосная весна» издала в 1993 году. Член союза журналистов с 1993 года. В 1994 году вступила в Союз писателей России.
Стихи Дианы Елисеевны печатались во многих центральных и региональных изданиях России и зарубежья — журналах «Наш современник», «Москва», «Молодая гвардия», «Воин России», «Южная звезда», «Подъём», «Звонница», «Аргамак», «Ротонда» (Киров), «Балтика» (Эстония) и многих других. Является членом редколлегий ряда региональных литературно-художественных журналов России.

## Издания
- Кан Д. Високосная весна: Стихи. — Калуга: Золотая аллея, 1993.
- Кан Д. Согдиана: Стихи. — Самара, 1998. — 500 экз.
- Кан Д. Бактрийский горизонт: Стихи. — Самара, 2000.
- Кан Д. Подданная русских захолустий: Стихи. — Самара, 2003.
- Кан Д. Междуречье: Стихи. — Самара: Самарское отделение Литфонда России, 2007. — 254 с.
- Кан Д. Покуда говорю я о любви: Стихи. — Русское эхо, 2009. — 159 с.
- Кан Д. Обречённые на славу: Стихи. — Самара: Русское эхо, 2009. — 350 экз.
- Кан Д. Звёзды окликая: Стихи. — Самара: Русское эхо, 2015. — 240 с. — 1000 экз.
- Кан Д. Млечный мост: Стихи. - Оренбург, 2019. - 70 с.
- Кан Д. Подорожная: Стихи. - Самара: Русское эхо, 2021. - 319 с.

## Премии[6]
- Дважды лауреат всероссийской ежегодной премии журнала «Наш современник» по итогам года (1998, 2000) в номинации «Поэзия».
- Лауреат всероссийской премии «Традиция» за серию публикаций стихов о России высокого гражданского звучания.
- Лауреат всероссийской премии «Имперская культура» в номинации «Поэзия» за книгу стихов «Междуречье».
- Лауреат Самарской областной губернской премии в области литературы.
- Лауреат премии журнала «Гостиный Двор».
- Лауреат Самарской региональной литературной премии «Русское эхо».
- Лауреат Самарской региональной поэтической премии им. Виктора Багрова.
- Лауреат Всероссийской литературной премии им. святого благоверного князя Александра Невского в номинации «Особая премия — Служение России» (Санкт-Петербург).
- Лауреат Всероссийской Пушкинской премии «Капитанская дочка» (2012).